# Centaurea stoebe
Centaurea stoebe es una especie de Centaurea que habita en Italia del Norte.